# George Dixon (pugile)
George Dixon (Africville, 29 luglio 1870 – 6 gennaio 1908) è stato un pugile canadese.
La International Boxing Hall of Fame lo ha riconosciuto fra i più grandi pugili di ogni tempo.
Nat Fleischer, storico della boxe e fondatore di Ring Magazine, lo considerava il più grande peso piuma della storia del pugilato.

## Gli inizi
Pugile afroamericano, divenne professionista nel 1886.

## La carriera
Fu il primo pugile nero a conquistare un titolo di campione del mondo di pugilato, il 27 gennaio 1890.
Fu antagonista di Abe Attell e di Terry McGovern.
Molto probabilmente combatté centinaia di incontri che non furono registrati.
Morì a 37 anni senza un soldo, pochi anni dopo il ritiro.